# Rügegericht
Das Rügegericht (Frevelgericht, Jahrding) war ein Niedergericht mit der Zuständigkeit für Rügen (Anzeige eines Vergehens bei Gericht) zur Aufrechterhaltung der öffentlichen Ordnung. 

## Geschichte und Bedeutung der Rügegerichte
Die Rüge- oder Ruggerichte lassen sich auf das strafrechtliche Rügeverfahren des fränkischen Rechts zurückführen, bei dem nicht der zu Schaden Gekommene selbst (meist in Mordfällen), sondern ein von der Herrschaft vereidigter Rügegeschworener oder Rügezeuge als Ankläger auftrat, und sind damit indirekte Vorläufer des heutigen Strafrechts.
Das Rügegericht/Ruggericht fand zumeist an einem bestimmten Tag im Jahr statt, z. B. im ausgehenden 15. Jahrhundert in Alfeld im Nürnberger Land am Montag nach Martini oder im fränkischen Eschenbach ums Solafest herum. Die Kontrahenten kamen hier zum „ruegen“ vor dem Pfarrer zusammen und warfen sich ihre Sünden gegenseitig vor. Der Pfarrer hatte dann die Sünder zurechtzuweisen. Überliefert ist, dass dieses Verfahren erst recht zu Uneinigkeit und Streit führte. 
Rügegerichte zeichnen sich als außergerichtliches Konfliktaustragen dadurch aus, dass sie vor dem Hintergrund einer mythischen Inszenierung einen Verfahrensritus praktizieren, der sich oft durch eine spezielle Sprache auszeichnet.
Rügegerichte nahmen später volksbräuchliche Formen an und lebten auf diese Art weiter. Hierbei handelte es sich um eine Art der Volksgerichtsbarkeit, bei der der Angeklagte nicht bestraft, sondern „gerügt“ bzw. verspottet wurde, so dass er aus Scham vor dem Gelächter der Gemeinde sein angeprangertes Verhalten, zumeist ein Normverstoß gegen Herkommen und Sitte, ablegte. Neben diesen eher scherzhaften Formen des Rügegerichts gab es auch drastischere Formen, z. B. das Scheren, Entkleiden und Wassertauchen.
Bekannte Rügegerichte sind das bayrische Haberfeldtreiben, Häckselstreuen, Loderstellen, Mistwagenstellen, Röckekürzen, Säg’spänstreuen, das bergische Rappeln und das schweizerische Giritzenmoos.
Rügegerichtsweisen sind auch in Fasnachtsbräuche als Ventilfunktion eingeflossen; bestimmte Zustände oder Personen werden gerügt oder kritisiert, wobei die Formen institutionell geschützt oder zumindest geduldet sind. Jüngere Formen von Rügebräuchen sind das Tomaten-, Eier- und vor allem das Tortenwerfen. Rügebräuche gibt es auch in Gymnasiasten- und Studentenkreisen.

### Württemberg
Im Königreich Württemberg wurden unter der Bezeichnung Ruggericht regelmäßige Bürgerversammlungen einberufen, auf denen Beschwerden der Bürger über die Amtsführung der Verwaltung vorgebracht werden konnten. So konnten z. B. Straftaten innerhalb der Exekutive aufgedeckt und Verwaltungsstrukturen verbessert werden.
Mit der ersten Landesordnung von 1495 wurde das Vogtruggericht eingeführt, das einmal jährlich durch den Vogt (ab 1759 Oberamtmann) in den Gemeinden seines Amtsbezirks abgehalten wurde und die bisherigen freien Gerichte ersetzte. Mit Erlass der „Politisch Censur- und Rugordnung“ 1559 wurden zusätzlich vierteljährliche gemeindliche Ruggerichte unter dem Vorsitz des jeweiligen Schultheißen eingeführt. Die Gemeinderuggerichte wurden in der ersten Hälfte des 19. Jahrhunderts abgeschafft. Die (Vogt-)Ruggerichte wurden mit Verfügung vom 19. Januar 1892 durch die Gemeindevisitation ersetzt.

## Belege
1. ↑  Instruktion zu Abhaltung der Ruggerichte in den Gemeinden vom 15. November 1844 mit den erforderlichen Aenderungen
2. ↑  Natascha Richter: Die württembergischen Ruggerichte im Dorf. Norm und Praxis um 1800 am Beispiel der Gemeinde Trichtingen. Herausgegeben vom Kreisarchiv  Rottweil. Rottweil 2011, S. 17.